# 克魯季別列格 (盧布尼區)
50°8′47″N 33°5′52″E / 50.14639°N 33.09778°E
克魯季別列格（烏克蘭語：Крутий Берег），是烏克蘭的村落，位於該國中部波爾塔瓦州，由盧布尼區負責管轄，處於烏代河畔，距離季什基3公里，海拔高度96米，2001年人口286。